# Nationale Partij van Openbare Veiligheid
De Nationale Partij van Openbare Veiligheid (Spaans: Partido Nacional de Salvación Pública, PNSP) was een nationaalsocialistische partij in Mexico.
De partij werd opgericht in 1939 door de generaals Francisco Coss en Adolfo León Ossorio in oppositie tegen de Partij van de Mexicaanse Revolutie (PRM). De PSNP maakte de PRM en president Lázaro Cárdenas uit voor communisten, eiste een verbod op vakbonden en de onmiddellijke uitzetting van alle Joden uit Mexico. In 1939 voerde de PNSP meerdere aanvallen tegen Joodse winkels uit, waarna de leiders van de partij gearresteerd werden. De PNSP steunde in 1940 de presidentskandidatuur van Juan Andreu Almazán, hoewel de partij later zou beweren dat Almazán onder betaling stond van Joodse samenzweerders. Na de nederlaag van Almazán verdween de partij.
PAN · PRI · PVEM · PT · MC · Morena